# Nagy László (hitelintézeti igazgató)
Nagy-flórisi Nagy László (Pest, 1871. február 8. – Budapest, Józsefváros, 1933. május 12.) a szarvasi hitelbank vezérigazgatója.

## Élete
Nagy Nep. János ügyvéd, hírlapíró, a Pesti Napló egyik alapítója és dicskei Dillesz Aranka fia. Nagybátyja Dillesz Sándor és neje geresgáli Batthyányi Mária nevelték tildi (Bars vármegye) kúriájukon. Tanulmányait a Lévai Kegyes Tanítórend Főgimnáziumában kezdte, majd az 5. osztályt követően a Pozsonyi Kereskedelmi Akadémiára került. Miután elvégezte az Akadémia hároméves tanfolyamát, 1890-ben a budapesti Magyar Országos Központi Takarékpénztárnál helyezkedett el gyakornokként. Később tisztviselő, 1894-ben a békésszentandrási takarékpénztárnál főkönyvelő, 1898-ban a szarvasi takarékpénztárnál titkár és 1902-ben az ottani hitelbanknál vezérigazgató lett. Halálát agyalapi törés okozta.
Cikkeket írt a Budapesti Hírlapba (1895. A forrongó Békés, az alföldi agrárszocializmusról írt cikket); a Közgazdaságban (Modern utakon c. alatt cikksorozat az új bankakta életbeléptetése után az osztrák-magyar bank útján lebonyolítandó váltó-gíró-forgalom megteremtése érdekében).
Felesége Soóky Albertina volt.

## Munkái
- Bankszabadalom és mezőgazdaság, gyakorlati agrár-politika a mezőgazdasági válság gyökeres orvoslására. Budapest, 1898
- A nyilvános tárházak és a szarvasi takarékpénztár termény- és áruraktárainak ismertetése. Szarvas, 1899 (Az 1899. szegedi országos mezőgazdasági kiállítás Békés vármegyei osztályának megbízásából)
- A szarvasi hitelbank részvénytársaság alapszabályai. Gyoma, 1902